# Allerheiligen bei Wildon
Allerheiligen bei Wildon là một đô thị thuộc huyện Leibnitz trong bang Steiermark, nước Áo. Đô thị Allerheiligen bei Wildon có diện tích 20,3 km², dân số cuối năm 2005 là 407 người.